# Cosizza
Cosizza (Kosca in dialetto sloveno locale, Kozca in sloveno standard) è una frazione del comune di San Leonardo (UD), nelle valli del Natisone.

## Geografia fisica
La sua altezza media è di 198 metri s.l.m. e, con i suoi 125 abitanti, è una delle frazioni più popolate della zona. Il paese è posizionato nel fondovalle della val Cosizza, una vallata che si estende dalle pendici del monte Colovrat fino al paese di Merso di Sotto (in dialetto sloveno Dolenja Miersa). Fa parte della Comunità Montana del Torre, Natisone e Collio.
La valle è attraversata dal torrente omonimo che nasce dal monte Colovrat con il nome di Rieka. Detto torrente, dopo aver bagnato i comuni di Drenchia e Grimacco, scorre accanto al paese di Cosizza e da lì cambia il nome in torrente Cosizza. Dopo essere confluito, nei pressi di Azzida, nel torrente Alberone, va ad incrementare le acque del fiume Natisone.

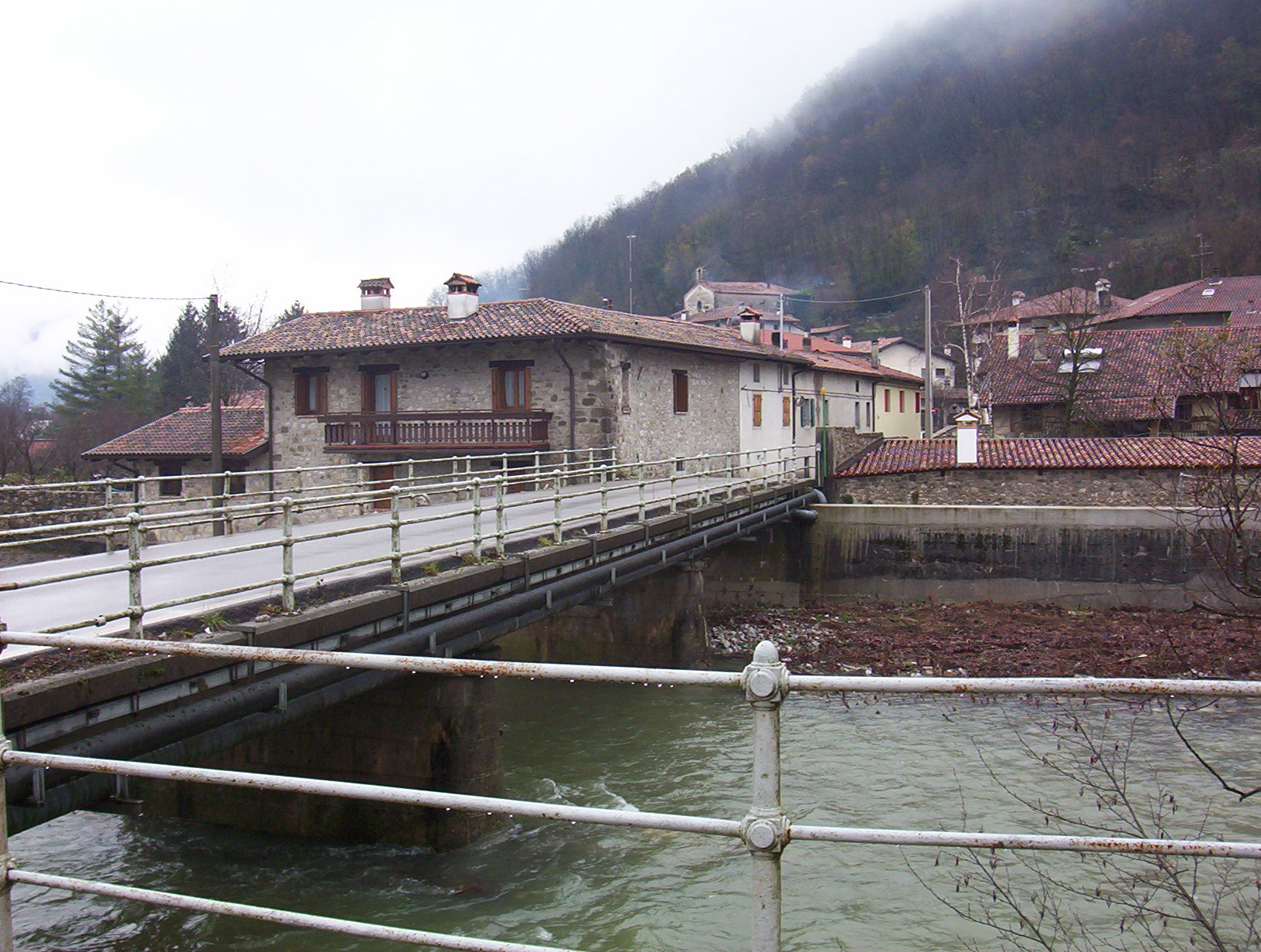
Il torrente Cosizza all'altezza di Scrutto

Con il toponimo di Cosizza si identificano quindi il paese, la valle ed il torrente. L'etimologia del toponimo è piuttosto oscura; uno studio la fa risalire alla parola slovena Kozica che, in senso lato, può significare bacino/conca, ed è proprio in una depressione che il paese di Cosizza è posizionato.